# Административное деление Канады муниципального уровня
Муниципальный уровень является низшим уровнем административного деления (АД) Канады. Он имеется во всех провинциях и территориях Канады (в отличие от областного и окружного). В шести из них он является третьим уровнем АД (после провинциального и окружного), в пяти — вторым (сразу после провинциального), и лишь в Квебеке — четвёртым. В целом по всей Канаде выделяется около 3700 муниципальных образований.
На муниципальном уровне выделяются три главных типа образований:
1. (местные) муниципальные единицы (local municipal unit), имеющие (юридический) статус (incorporated): муниципалитеты, города, деревни, посёлки, приходы, кантоны, графства и округа.
2. невключённые территории (unorganized territories) — территории с редким населением или совсем без него, на которых могут располагаться мелкие населённые пункты, не получившие муниципального статуса.
3. смешанные муниципальные единицы — муниципальные единицы, объединяющие под одной администрацией городские поселения и окружающие их сельские территории
4. аборигенные муниципальные образования (Aboriginal local municipal unit): индейские резервы нескольких типов, эскимосские деревни и территории

Муниципальный уровень также является основной для статистического деления на переписные подобласти.
В составе всех муниципальных образований могут находиться населённые пункты без муниципального статуса (unincorporated communities), обычно это мелкие хутора и посёлки, хотя иногда по численности они могут являться фактически крупными деревнями и даже городами. Например, «хутор» (hamlet) Шервуд-Парк в Альберте имеет численность 61.660 чел., что достаточно чтобы быть седьмым по численности крупным городом (city) в провинции, однако он до сих пор не имеет официального муниципального статуса.

## Обзорная таблица
Тёмно-серой заливкой выделены неадминистративные единицы.
| АД-1                            | Регионы/области (Regions) | Окружной/ «графский» уровень (Counties) АД-2                                                      | Переписные области (CD)                 | Муниципальный уровень                                            | Переписные подобласти (CSD)         |
| ------------------------------- | ------------------------- | ------------------------------------------------------------------------------------------------- | --------------------------------------- | ---------------------------------------------------------------- | ----------------------------------- |
| Административное деление Канады | св. 100 областей/регионов | Административное деление Канады окружного уровня — 219                                            | Переписные единицы Канады — 290         | Административное деление Канады муниципального уровня — ок. 3700 | 5418                                |
| АДК                             | Категория:Области Канады  | Категория:Административное деление Канады окружного уровня                                        |                                         | Категория:Административное деление Канады муниципального уровня  | Категория:Переписное деление Канады |
| Альберта (АПД)                  | 6                         | —                                                                                                 | 19 ПО                                   | ~356                                                             | 453                                 |
| Британская Колумбия             | 5-27                      | 29 округов (regional district), в том числе 1 не адм.                                             | = АД2 (29 ПО)                           | ~158                                                             | 836                                 |
| Квебек                          | 17                        | 104 АЕ: 87 графств (RCM) + 14 городов + 3 эквивалентных территории; отдельно индейские резервации | 98 ПО, почти совпадает с АД2            | ~1117                                                            | 1294                                |
| Манитоба                        | 8                         | —                                                                                                 | 23 ПО                                   | ~201                                                             | 297                                 |
| Новая Шотландия (АД)            | 11                        | 18 графств (county)                                                                               | = АД2 (11)                              | ~46                                                              | 100                                 |
| Нунавут                         | 3 ?                       | —                                                                                                 | = АД1 (3)                               | ~25                                                              | 31                                  |
| Нью-Брансуик                    | 13                        | 15 графств (county)                                                                               | = АД2 (15)                              | ~255                                                             | 276                                 |
| Ньюфаундленд и Лабрадор         | 2-11                      | —                                                                                                 | 11 ПО (частично соответствуют регионам) | ~282                                                             | 377                                 |
| Онтарио (АД)                    | 6                         | 50 АЕ: разные мун-ты и графства                                                                   | = АД2 (50)                              | ~415                                                             | 585                                 |
| Остров Принца Эдуарда           | 7                         | 3 графства (county)                                                                               | = АД2 (3)                               | ~76                                                              | 113                                 |
| Саскачеван                      | 9                         | —                                                                                                 | 18 ПО                                   | ~803                                                             | 984                                 |
| Северо-Западные территории      | 5                         | —                                                                                                 | 2 ПО                                    | ~6                                                               | 37                                  |
| Юкон                            | 1                         | —                                                                                                 | 1 ПО                                    | ~10 (?)                                                          | 35                                  |

## Местные муниципальные единицы
Собственно местные муниципальные единицы (МЕ) имеют множество названий в разных провинциях и территориях и могут быть разделены на несколько основных групп.

### Поселенные муниципальные единицы
Поселенные (точечные) муниципальные единицы (ПМЕ; urban municipalities) образованы на основе отдельного поселения: города, деревни, реже хутора или посёлка. Они есть во всех провинциях и территориях и представляют 35 % всех муниципальных образований. Для ПМЕ характерна относительно малая площадь (в среднем менее 200 км²) и достаточно высокая плотность населения (свыше 90 чел/км²), хотя эти показатели сильно варьируют в зависимости от региона.
Выделяются следующие их основные типы:
- Крупный город (сити; City / Cité; C, CY, CÉ) — всего 154, везде кроме Новой Шотландии.
- Малый город (таун; Town / Ville; TV, T, V) — всего 983, везде кроме Нунавута.
- Деревня (Village, VL) — всего 583;
  - на Острове Принца Эдуарда населённый пункт, аналогичный деревням в остальной Канаде, называется «Community» («община», COM), их там 33;
  - на севере Саскачевана выделяется особый подтип — Северная деревня (Northern village, NV), их там 13.
- Северный хутор (Northern hamlet, NH) — 9 на севере Саскачевана.
- Дачный посёлок — 40 в Саскачеване (Resort village) и 51 в Альберте (Summer village).
- Окружной муниципалитет (District municipality, DM) — 50 в Британской Колумбии.

Кроме того, в северных территориях выделяется несколько дополнительных типов ПМЕ, которые фактически являясь индейскими поселениями, не имеют статуса индейских резерваций: Hamlet, Community government, Chartered community, Settlement / Établissement.
Во многих провинциях и территориях существуют фиксированные критерии для возможности получения того или иного муниципального статуса. Например, в Британской Колумбии населённый пункт может претендовать на статус:
- крупного города (city), если его население превышает 5 тыс. чел.
- малого города, если его население превышает 2500 чел.
- деревни, если его население менее 2500 чел.
- окружного муниципалитета, если это компактная группа небольших поселений, общая площадь которых превышает 0,8 км², а средняя плотность населения меньше 5000 чел/км².

При этом после получения статуса он не снимается автоматически при снижении численности населения ниже установленной планки. Для снятия статуса нужно заявление муниципального совета.

### Сельские муниципальные единицы
Сельские муниципальные единицы (СМЕ; rural municipality) создаются в сельской местности после выделения в отдельные муниципальные единицы относительно крупных населённых пунктов (городов, деревень).
Сельскими муниципальными единицами являются 32 % всех муниципальных образований. Они отсутствуют во всех территориях и в Британской Колумбии, Ньюфаундленде и Лабрадоре и Острове Принца Эдуарда, в которых все пространство между поселенными муниципалитетами поделено на невключённые территории.
Для СМЕ характерна относительно малая плотность населения (в среднем от 1 до 30 чел/км²) при достаточно большой площади (в среднем менее 200 км²), хотя эти показатели сильно варьируют в зависимости от региона.
Типы СМЕ отличаются гораздо сильнее между разными провинциями и территориями. Выделяются следующие типы СМЕ:
- Сельский муниципалитет (Rural municipality; RM) — 414 в Манитобе и Саскачеване.
  - Сельская община (Rural community / Communauté rurale; RCR, ранее RC) — 3 в Нью-Брансуике.
- Муниципалитет (Municipality / Municipalité; M, MÉ, MU) — 633 в Квебеке и Онтарио.
  - Муниципалитет (Regional municipality, RGM) — 3 в Новой Шотландии.
- Графство (County (municipality); CM) — 28 в Альберте.
- Муниципальный округ (Municipal district; MD) — 49 в Альберте и Новой Шотландии.
- Приход (Parish / Paroisse (municipalité de); P, PE, ранее PAR) — 215 в Квебеке (приходы в Нью-Брансуике не являются АЕ).
- Тауншип / Кантон (Township / Canton (municipalité de); TP, CT) — 260 в Квебеке и Онтарио.
  - Объединённый кантон (Cantons unis (municipalité de); CU) — 2 в Квебеке.
- Местный округ (Local government district; LGD) — 2 в Манитобе.

В Квебеке и Онтарио различие между поселенными и сельскими МЕ практически отсутствует и сельские МЕ можно выделить по аналогии с другими провинциями лишь по относительной величине плотности, площади и численности населения. Сельские муниципальные единицы являются там скорее полусельскими.

## Невключённые территории
Невключённые территории (unorganized territories) — территории с редким населением или совсем без него, на которых могут располагаться мелкие населённые пункты, не получившие муниципального статуса.
После выделения в поселенные муниципальные единицы относительно крупных населённых пунктов (городов и деревень) остаются значительные территории с относительно низкой плотностью населения. Их организация и управление решается в разных провинциях и территориях по-разному. В одних территории с более высокой плотностью (обычно ближе к югу) поделены на т. н. сельские муниципальные единицы (СМЕ; rural municipality), а практически незаселённый земли на севере являются невключёнными территориями (Альберта, Манитоба, Саскачеван, Квебек, Онтарио), в других — все такие территории являются официально невключёнными, в случае наличия на них небольших населённых пунктов они либо управляются непосредственно вышестоящей административной единицей (окружного или провинциального уровня), либо дополнительно имеют местные органы управления (например, «округ местных услуг» (Local service district) в Нью-Брансуике и Ньюфаундленде и Лабрадоре).

## Смешанные муниципальные единицы
Кроме того, существуют несколько муниципальных единиц, объединяющих под одной администрацией городские поселения и окружающие их сельские территории:
- Специализированный муниципалитет (Specialized municipality, SM) — 5 в Альберте. При этом в названиях СМ термин «специализированный муниципалитет» отсутствует. Один из них имеет уникальное название «региональный муниципалитет», два называются «графствами», ещё два — просто «муниципалитетами».

## Аборигенные муниципальные образования
Аборигенные муниципальные образования (Aboriginal local municipal unit) включают в себя индейские резервы нескольких типов, эскимосские деревни и территории, поселения метисов.